# Linia kolejowa Vicenza – Treviso
Linia kolejowa Vicenza-Treviso – państwowa włoska linia kolejowa łącząca Vicenzę i Treviso.
Linia jest dwutorowa i zelektryfikowana napięciem 3000 V prądu stałego. Zarządzanie infrastrukturą i urządzeniami kolejowymi jest w gestii RFI SpA, zależne od Ferrovie dello Stato, które opisuje ją jako linię uzupełniającą.